# Mistrzostwa Europy w Kajakarstwie 1933
Mistrzostwa Europy w Kajakarstwie 1933 – 1. edycja mistrzostw Europy w kajakarstwie, przeprowadzona w dniach 19-20 sierpnia 1933 na Wełtawie w Pradze. 
Rozegrano 6 konkurencji męskich oraz 1 kobiecą. Mężczyźni startowali w kanadyjkach jedynkach (C-1) i dwójkach (C-2), kajakach jedynkach (K-1) oraz w kajakach składanych jedynkach (F-1) i dwójkach (F-2), zaś kobiety w kajakach jedynkach.
Pierwsze miejsce w klasyfikacji medalowej wywalczyli reprezentanci III Rzeszy.

## Medaliści

### Mężczyźni

#### Kanadyjki
| Konkurencja: | Złoto:                                      | Rezultat | Srebro:                                         | Rezultat | Brąz:                                    | Rezultat |
| C-1 1000 m   | Bohumil Silný                               | 5:37,8   | Bohuslav Karlík                                 | 5:37,8   | Otto Derdau                              | 5:39,2   |
| C-2 1000 m   | Czechosłowacja · Alois Cigner · Karel Šanda | 4:53,1   | Czechosłowacja · Vladimír Syrovátka · Jan Brzák | 4:54,1   | III Rzesza · Hans Fürus · Franz Bachmann | 4:56,3   |

#### Kajaki
| Konkurencja: | Złoto:          | Rezultat | Srebro:     | Rezultat | Brąz:         | Rezultat |
| K-1 1000 m   | Helmut Cämmerer | 4:35,5   | Nils Wallin | 4:38,7   | Willi Behnken | 4:41,3   |
| K-1 10 000 m | Ernst Krebs     | 52:21,4  | Nils Wallin | 52:46,3  | Edi Kleckers  | 53:21,8  |

#### Kajaki składane
| Konkurencja: | Złoto:                                     | Rezultat | Srebro:                                                 | Rezultat | Brąz:                                    | Rezultat |
| F-1 10 000 m | Gregor Hradetzky                           | 54:59,3  | Bernhard Eberle                                         | 57:08,2  | Hans Rein                                | 57:09,4  |
| F-2 10 000 m | III Rzesza · Franz Schneider · Paul Wevers | 52:55,7  | Republika Austriacka · Viktor Kalisch · Karl Steinhuber | 53:05,6  | III Rzesza · Günther Pfaff · Josef Wörle | 53:59,5  |

### Kobiety

#### Kajaki
| Konkurencja: | Złoto:       | Rezultat | Srebro:                   | Rezultat | Brąz:           | Rezultat |
| K-1 600 m    | Gussy Wenzel | 3:06,5   | Lieselotte Brettschneider | 3:12,0   | Marta Pavlisová | 3:15,7   |

## Klasyfikacja medalowa
| Miejsce | Państwo              | Złoto | Srebro | Brąz | Razem |
| ------- | -------------------- | ----- | ------ | ---- | ----- |
| 1       | III Rzesza           | 4     | 2      | 6    | 12    |
| 2       | Czechosłowacja       | 2     | 2      | 1    | 5     |
| 3       | Republika Austriacka | 1     | 1      | 0    | 2     |
| 4       | Szwecja              | 0     | 2      | 0    | 2     |
|         | Razem                | 7     | 7      | 7    | 21    |